# Emofobia
L'emofobia è una nevrosi che porta chi ne è soggetto a provare un senso di paura per il sangue. I sintomi più comuni sono: ansia, tremore, brividi, pallore, alterazione della vista (annebbiamento), giramenti e mal di testa, che nei casi più gravi possono arrivare ad un senso di svenimento.
Deriva dal greco aima (sangue) e phobos (paura).

## Eziologia
Gli studi effettuati recentemente hanno rintracciato alcune possibili cause dell'emofobia:
spesso la causa risiede in traumi infantili o adolescenziali;
inoltre è stata scoperta una componente genetica per spiegare la formazione della fobia. L'emofobia è inoltre riscontrabile in pazienti che presentano un quadro di repressione dell'aggressività.

## Diffusione e statistiche
Una paura lieve nei confronti del sangue è diffusa già nei bambini e complessivamente circa il 30% della popolazione (di qualunque fascia di età) evidenzia questa fobia.
Ancora ai nostri tempi le donne mostrano di patire in misura maggiore di questa fobia rispetto agli uomini.

## Sintomatologia
I sintomi che colpiscono i malati di emofobia sono tipicamente raggruppabili in due distinte fasi: nella prima si manifestano le palpitazioni, con un incremento del battito cardiaco e parallelamente si verifica un innalzamento della pressione arteriosa;
la seconda fase si può sviluppare se la vista del sangue perdura nel tempo ed è caratterizzata da nausea, pallore, sudorazione e svenimento.
Nel caso dell'emofobia, lo svenimento è una sincope vasovagale, ed è la conseguenza di uno scarso afflusso di sangue al cervello, provocato dalla paura del sangue.

## Trattamento
Il trattamento di prima scelta dell'emofobia è la psicoterapia individuale.